# تری‌مگستون
تری‌مگستون (به انگلیسی: Trimegestone) با فرمول شیمیایی C۲۲H۳۰O۳ یک ترکیب شیمیایی با شناسه پاب‌کم ۶۸۹۲۶ است. که جرم مولی آن ۳۴۲٫۴۷۱۸ g/mol می‌باشد.